# Port Safaga
Port Safaga, ook bekend als Bur Safaga en Safaga (Arabisch: سفاجا), is een stad in Egypte, aan de kust van de Rode Zee,en bevindt zich 53 km ten zuiden van Hurghada. Deze kleine havenstad is tevens een groeiende vakantiebestemming.
In de omgeving bevinden zich verschillende fosfaatmijnen en dit is dan ook het belangrijkste exportproduct.
Een verharde weg van 164 km verbindt Safaga met Qena in de Nijlvallei.
Safaga heeft internationale veerverbindingen met Jordanië en Saoedi-Arabië en is een belangrijk doorgangspunt voor de bedevaarders naar Mekka.
Als toeristische bestemming is het vooral bekend wegens zijn zandstranden en duinen en de ideale omstandigheden voor het beoefenen van windsurfen en kitesurfen. In 1993 werd hier dan ook het wereldkampioenschap gehouden.
Ook voor diepzeeduiken is Safaga perfect geschikt, met zijn tientallen ongerepte riffen en verschillende beduikbare scheepswrakken.
De grootste bezienswaardigheid in de omgeving is Mons Claudianus, een werkkamp en steengroeve daterend uit de Romeinse periode. De meeste toeristen opteren echter voor een bezoek aan Luxor dat slechts 220 km verwijderd is van de stad.